# Hangar 18 (film)
Hangar 18 è un film statunitense del 1980 diretto da James L. Conway.